# Якубов, Чингиз Февзиевич
Чингиз Февзиевич Якубов (укр. Чингиз Февзійович Якубов, крымскотат. Çingiz Fevzi oğlu Yaqubov; род. 5 мая 1972, Ташкент) — украинский и российский учёный, специалист в области машиностроения. Ректор Крымского государственного инженерно-педагогического университета (с 2016 года). Кандидат технических наук. Депутат Государственного совета Республики Крым (с 2019 года). Член партии «Единая Россия».
Автор более 60 научных трудов, 2 монографий, 1 изобретения и 6 декларационных патентов. Подготовил одного кандидата технических наук.

## Биография

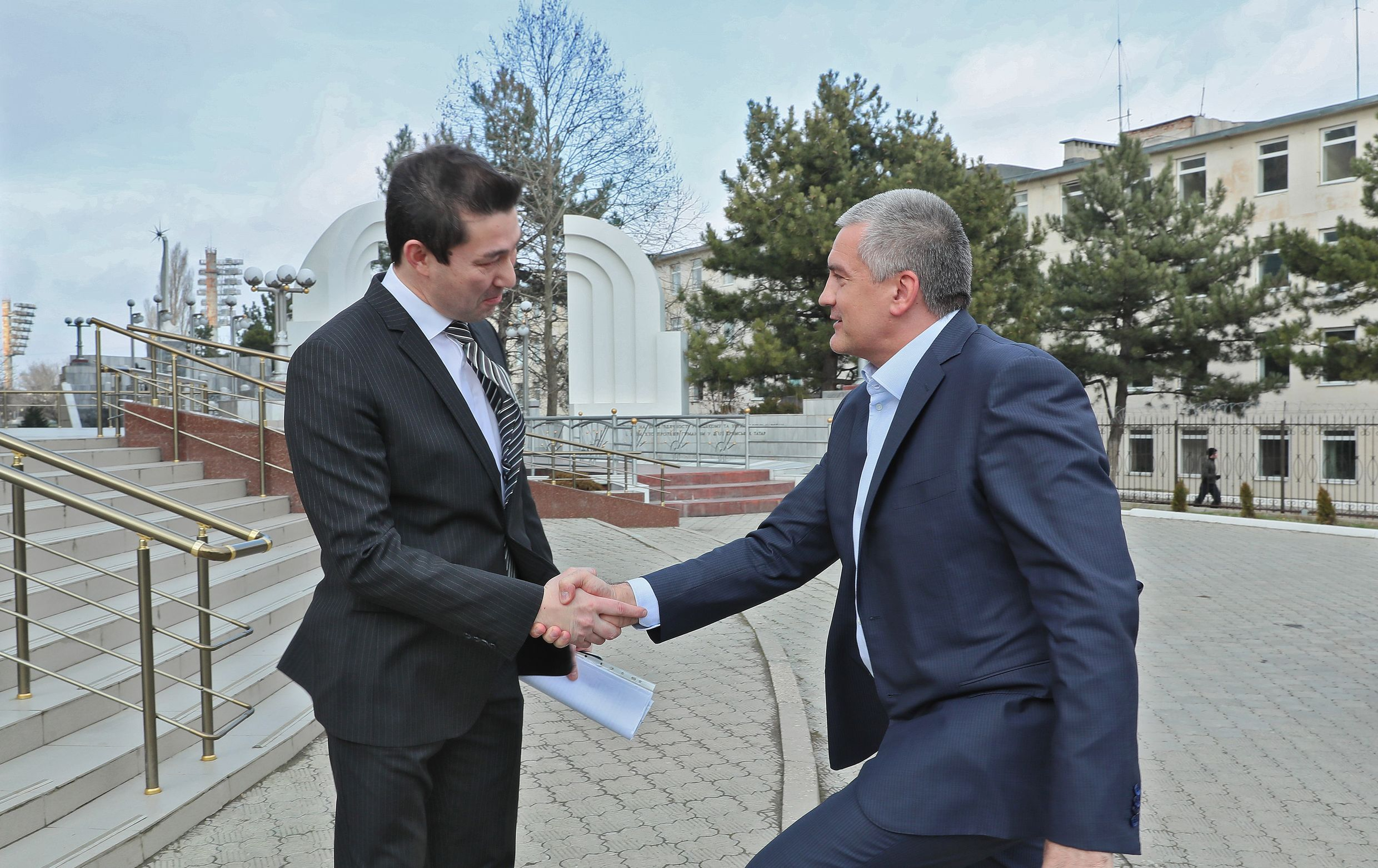
Встреча с Сергеем Аксёновым (январь 2018)

Родился 5 мая 1972 года в Ташкенте. Отец Февзи Якубов (1937—2019) — ректор Крымского государственного инженерно-педагогического университета (1993—2016), Герой Украины (2004).

### Образование
С 1989 года по 1994 год учился в Ташкентском государственном техническом университете по специальности технология машиностроения, получив квалификацию «инженер-механик».
1998—2001 — очная аспирантура Харьковского политехнического института.
В 2004 году защитил в ХПИ защитил кандидатскую диссертацию на тему: «Повышение износостойкости быстрорежущих инструментов путём направленной трансформации их исходных свойств» (научный руководитель д. т. н., профессор. А. И. Грабченко).
В 2007 году решением Президиума Верховного Совета Крыма получил научный грант за проект «Способ минимизированной подачи экологически безопасных СОТС в процессах механической обработки металлов».
В 2012 году на немецком языке защитил диссертацию в магдебургском университете и получил степень доктора-инженера.

### Трудовая деятельность
В 1995 году начал работать в Крымском государственном инженерно-педагогическом университете преподавателем кафедры общественных дисциплин.
С 2001 года преподаватель кафедры технологии машиностроения КИПУ.
С 2005 года старший преподаватель кафедры технологии машиностроения КИПУ.
С сентября 2005 года доцент кафедры технологии машиностроения КИПУ.
В 2008 года ВАК Украины присвоил ему звание доцента кафедры интегрированных технологий машиностроения Харьковского политехнического института.
2009—2012 — докторант кафедры интегрированных технологий машиностроения ХПИ.
В 2014 году стал заведующим кафедры технологии машиностроения КИПУ.
3 ноября 2016 года Якубов стал ректором КИПУ, сменив на этой должности своего отца.

### Общественная и политическая деятельность
В 2018 году вошёл в Совет крымскотатарского народа при Главе Республики Крым.
8 сентября 2019 года избран депутатом Государственного совета Республики Крым по списку партии «Единая Россия».
С 2020 года — член Совета при Президенте Российской Федерации по межнациональным отношениям.

## Семья
Женат, воспитывает четверых детей.

## Награды
- Грант Автономной Республики Крым молодым учёным Крыма (2007)
- Почётная грамота Министерства образования, науки и молодёжи Республики Крым (2018)
- Заслуженный деятель науки и техники Республики Крым (2018)[6]
- Грамота Президиума Государственного Совета Республики Крым (2022)[7]